# Lill-Rörmyrtjärnen
Lill-Rörmyrtjärnen är en sjö i Norsjö kommun i Västerbotten och ingår i Skellefteälvens huvudavrinningsområde.